# 2008年北京パラリンピックの自転車競技
2008年北京パラリンピックにおける自転車競技（2008ねんペキンパラリンピックにおけるじてんしゃきょうぎ）は、2008年9月7日から9月10日まで北京市街西部にある老山自転車館（ラオシャン・ベロドローム）でトラックレースが、同年9月12日から9月14日まで北京市昌平区のトライアスロン場付近でロードレースが開催された。

## 種目の分類
- B&VI 1–3……視覚障害
- LC 1–4……運動機能障害
- CP 1–4……脳性まひ
- HC A, B, and C……ハンドサイクル（手こぎ自転車）

## 参加国
この競技には、39カ国から220名の選手（男子163、女子57）が参加した。国別の選手人数は以下の通り。
| - アルゼンチン (3) - オーストラリア (17) - オーストリア (11) - ベラルーシ (6) - ベルギー (3) - ブラジル (2) - ブルキナファソ (1) - カナダ (15) - 中国 (8) - コロンビア (4) - クロアチア (1) - チェコ (8) - デンマーク (3) | - フィンランド (2) - フランス (9) - ドイツ (17) - イギリス (12) - ギリシャ (2) - アイルランド (6) - イスラエル (1) - イタリア (9) - 日本 (5) - レバノン (1) - ルクセンブルク (1) - メキシコ (1) - オランダ (6) | - ニュージーランド (5) - ノルウェー (1) - ポーランド (6) - ポルトガル (1) - ルーマニア (3) - スロバキア (4) - スロベニア (1) - 南アフリカ (7) - 韓国 (2) - スペイン (16) - スイス (5) - アメリカ合衆国 (13) - ベネズエラ (2) |

### 国別メダル数
このランキング表は、金メダルの獲得数が多い順に（同数なら次に銀メダルの数で比較、それも同じなら銅メダルの数を考慮して）並べたものである。
| 順位               | 国/地域                | 金 | 銀 | 銅 | 計  |
| ------------------ | ---------------------- | -- | -- | -- | --- |
| 1                  | イギリス (GBR)         | 17 | 3  | 0  | 20  |
| 2                  | アメリカ合衆国 (USA)   | 5  | 4  | 4  | 13  |
| 3                  | ドイツ (GER)           | 3  | 6  | 4  | 13  |
| 4                  | オーストラリア (AUS)   | 3  | 5  | 7  | 15  |
| 5                  | スペイン (ESP)         | 3  | 5  | 3  | 11  |
| 6                  | チェコ (CZE)           | 2  | 2  | 4  | 8   |
| 7                  | イタリア (ITA)         | 2  | 1  | 3  | 6   |
| 8                  | スイス (SUI)           | 2  | 0  | 0  | 2   |
| 9                  | 日本 (JPN)             | 1  | 3  | 2  | 6   |
| 10                 | フランス (FRA)         | 1  | 1  | 2  | 4   |
| 11                 | 南アフリカ (RSA)       | 1  | 1  | 1  | 3   |
| 12                 | ベラルーシ (BLR)       | 1  | 1  | 0  | 2   |
| 12                 | オーストリア (AUT)     | 1  | 1  | 0  | 2   |
| 14                 | ニュージーランド (NZL) | 1  | 0  | 3  | 4   |
| 15                 | ポーランド (POL)       | 1  | 0  | 1  | 2   |
| 16                 | 中国 (CHN)             | 0  | 3  | 4  | 7   |
| 17                 | オランダ (NED)         | 0  | 3  | 0  | 3   |
| 18                 | 韓国 (KOR)             | 0  | 1  | 1  | 2   |
| 19                 | スロバキア (SVK)       | 0  | 1  | 0  | 1   |
| 19                 | ルーマニア (ROU)       | 0  | 1  | 0  | 1   |
| 19                 | フィンランド (FIN)     | 0  | 1  | 0  | 1   |
| 22                 | レバノン (LIB)         | 0  | 0  | 2  | 2   |
| 22                 | カナダ (CAN)           | 0  | 0  | 2  | 2   |
| 24                 | ベルギー (BEL)         | 0  | 0  | 1  | 1   |
| 計 (国/地域数: 24) | 計 (国/地域数: 24)     | 44 | 43 | 44 | 131 |

## 結果

### ロードレース

#### 男子
| Event                      | 金                                               | 銀                                                     | 銅                                                             |
| -------------------------- | ------------------------------------------------ | ------------------------------------------------------ | -------------------------------------------------------------- |
| タイムトライアル B&VI 1–3  | スペイン クリスティアン・バンヘ ダビ・ジャウラド | オランダ アルフレト・ステルマン ヤコ・テテラール       | ポーランド クルズィシャトフ・コシコヴスキ アルトゥール・コルツ |
| タイムトライアル CP 3      | スペイン ハビエル・オチョア                      | イギリス ダレン・ケニー                                | 韓国 陳永植                                                    |
| タイムトライアル CP 4 詳細 | スペイン セサル・ネイラ                          | オーストラリア クリストファー・スコット                | 日本 石井雅史                                                  |
| タイムトライアル HC A      | オーストリア · ヴォルフガング・シャタウアー      | スロバキア ラスチスラフ・チュルセック                  | フランス アレン・キテ                                          |
| タイムトライアル HC B      | スイス ハインツ・フライ                          | イタリア ヴィットリオ・ポデスタ                        | レバノン エドワード・マアルーフ                                |
| タイムトライアル HC C      | アメリカ合衆国 オズ・サンチェス                  | スペイン ホセ・ビセンテ・アルソ                        | アメリカ合衆国 アレハンドロ・アルボル                          |
| タイムトライアル LC1       | ドイツ ヴォルフガング・サハー                    | オーストリア · ヴォルフガング・アイベック              | イタリア ファビオ・トリボリ                                    |
| タイムトライアル LC2       | チェコ · イェリ・イェゼク                        | ルーマニア · キャロル・エドゥアルド・ノバク            | スペイン ロベルト・アルカイデ                                  |
| タイムトライアル LC3       | フランス ローラン・ティリオネ                    | イギリス サイモン・リチャードソン                      | 日本 藤田征樹                                                  |
| タイムトライアル LC4       | ドイツ ミヒャエル・トイバー                      | スペイン フアン・ホセ・メンデス                        | アメリカ合衆国 アンソニー・ザーン                              |
| マスドレース B&VI 1–3      | ポーランド アンドレイ・ジャヤク ダリウス・フラク | フィンランド · ヤルモ・オランケト · マルコ・トルマネン | フランス オリビエ・ドンヴァル ジョン・サコマンディ             |
| マスドレース HC B          | スイス ハインツ・フライ                          | ドイツ マックス・ヴェーバー                            | レバノン エドワード・マアルーフ                                |
| マスドレース HC C          | 南アフリカ共和国 エレンスト・ヴァン・ダイク      | アメリカ合衆国 アレハンドロ・アルボル                  | アメリカ合衆国 オズ・サンチェス                                |
| マスドレース LC 1–2/CP 4   | イタリア ファビオ・トリボリ                      | フランス ダヴィ・メルシエ                              | オーストラリア マイケル・ギャラガー                            |
| マスドレース LC 3–4/CP 3   | イギリス ダレン・ケニー                          | スペイン ハビエル・オチョア                            | チェコ · トマシュ・クヴァスニチュカ                            |

#### 女子
| Event                        | 金                                                                 | 銀                                                                 | 銅                                                         |
| ---------------------------- | ------------------------------------------------------------------ | ------------------------------------------------------------------ | ---------------------------------------------------------- |
| タイムトライアル B&VI 1–3    | アメリカ合衆国 カリッサ・ウィットセール マッケンジー・ウッドリング | ベラルーシ · イリーナ・フィアドタバ · アレーナ・ドラズドバ         | ニュージーランド ジェーン・パーソンズ アナリッサ・ファネル |
| タイムトライアル HC A/B/C    | イギリス ラシェル・モリス                                          | オランダ モニク・ファンデルフォルスト                              | ドイツ ドロテー・フィート                                  |
| タイムトライアル LC 1–2/CP 4 | イギリス サラ・ストーリー                                          | アメリカ合衆国 ジェニファー・シュブル                              | 中国 周菊芳                                                |
| タイムトライアル LC 3–4/CP 3 | アメリカ合衆国 バーバラ・バッケン                                  | アメリカ合衆国 アリソン・ジョーンズ                                | ニュージーランド ポーラ・テソリエロ                        |
| マスドレース B&VI 1–3        | ベラルーシ · イリーナ・フィアドタバ · アレーナ・ドラズドバ         | アメリカ合衆国 カリッサ・ウィットセール マッケンジー・ウッドリング | カナダ ジュネヴィエーヴ・クレ マティルド・ユパン           |
| マスドレース HC A/B/C        | ドイツ アンドレア・エスカウ                                        | オランダ モニク・ファンデルフォルスト                              | ドイツ ドロテー・フィート                                  |

#### 男女混合
| Event                   | 金                            | 銀                              | 銅                                |
| ----------------------- | ----------------------------- | ------------------------------- | --------------------------------- |
| タイムトライアル CP 1–2 | イギリス デヴィッド・ストーン | ドイツ バーバラ・ヴァイゼ       | チェコ · マルケータ・マツコヴァ   |
| マスドレース CP 1–2     | イギリス デヴィッド・ストーン | 南アフリカ共和国 リアーン・ネル | イタリア ジョルジオ・ファッローニ |

### トラックレース

#### 男子
| Event                               | 金                                                            | 銀                                                 | 銅                                                                      |
| ----------------------------------- | ------------------------------------------------------------- | -------------------------------------------------- | ----------------------------------------------------------------------- |
| 1kmタイムトライアル (B&VI 1–3) 詳細 | イギリス アンソニー・カペス バーニー・ストーリー              | オーストラリア ベン・デメリー ショーン・ホプキンス | オーストラリア キーラン・モドラ タイソン・ローレンス                    |
| 1kmタイムトライアル (CP 3) 詳細     | イギリス ダレン・ケニー                                       | イギリス リック・ワドン                            | チェコ · トマス・クヴァソニスカ                                         |
| 1kmタイムトライアル (CP 4) 詳細     | 日本 石井雅史                                                 | チェコ · イェリ・ボウシュカ                        | オーストラリア クリストファー・スコット                                 |
| 1kmタイムトライアル (LC 1) 詳細     | イギリス マーク・ブリストウ                                   | 中国 張魁東                                        | ドイツ ヴォルフガンク・ザハー                                           |
| 1kmタイムトライアル (LC 2) 詳細     | イギリス ジョディ・カンディ                                   | チェコ · イェリ・イェゼク                          | 中国 鄭元超                                                             |
| 1kmタイムトライアル (LC 3–4) 詳細   | イギリス サイモン・リチャードソン                             | 日本 藤田征樹                                      | オーストラリア グレッグ・ボール                                         |
| 個人追抜 (B&VI 1–3) 詳細            | オーストラリア キーラン・モドラ タイソン・ローレンス          | スペイン クリスティアン・ベンへ ダビ・ジャウラド   | オーストラリア ブライス・リンドレス スティーヴン・ジョージ              |
| 個人追抜 (CP 3) 詳細                | イギリス ダレン・ケニー                                       | 韓国 ジン・ヨンシク                                | カナダ ジャン・ケヴィヨン                                               |
| 個人追抜 (CP 4) 詳細                | オーストラリア クリストファー・スコット                       | 日本 石井雅史                                      | スペイン セサル・ネイラ                                                 |
| 個人追抜 (LC 1) 詳細                | オーストラリア マイケル・ギャラガー                           | ドイツ ヴォルフガング・ザハー                      | イタリア ファビオ・トリボリ                                             |
| 個人追抜 (LC 2) 詳細                | チェコ · イェリ・イェゼク                                     | スペイン ロベルト・アルカイデ                      | ベルギー ヤン・ボワイアン                                               |
| 個人追抜 (LC 3) 詳細                | イギリス サイモン・リチャードソン                             | 日本 藤田征樹                                      | ドイツ トビアス・グラフ                                                 |
| 個人追抜 (LC 4) 詳細                | イタリア パオロ・ヴィガーノ                                   | ドイツ マイケル・トイバー                          | スペイン フアン・ホセ・メンデス                                         |
| スプリント (B&VI 1–3) 詳細          | イギリス アンソニー・カペス バーニー・ストーリー              | オーストラリア ベン・デメリー ショーン・ホプキンス | 南アフリカ共和国 ガヴィン・キルパトリック マイケル・トンプソン          |
| チームスプリント (LC1–4 CP3/4) 詳細 | イギリス ダレン・ケニー マーク・ブリストウ ジョディ・クンディ | 中国 張魁東 鄭元超 張璐                            | チェコ · トマス・クヴァソニスカ · イェリ・ボウシュカ · イェリ・イェゼク |

#### 女子
| Event                                  | 金                                               | 銀                                                         | 銅                                                               |
| -------------------------------------- | ------------------------------------------------ | ---------------------------------------------------------- | ---------------------------------------------------------------- |
| 500mタイムトライアル (LC1–2/CP 4) 詳細 | アメリカ合衆国 ジェニファー・シューブル          | 中国 葉亞萍                                                | 中国 董靜萍                                                      |
| 500mタイムトライアル (LC3–4/CP 3) 詳細 | ニュージーランド ポーラ・テソリエロ              | ドイツ ナタリー・シマノフスキ                              | オーストラリア ジェイム・パリス                                  |
| 1kmタイムトライアル (B&VI 1–3) 詳細    | イギリス エイリーン・マッグリン エレン・ハンター | オーストラリア フェリシティ・ジョンソン ケイティ・パーカー | オーストラリア リンジー・ホー トイリアーサ・ギャラハー           |
| 個人追抜 (B&VI 1–3) 詳細               | イギリス エイリーン・マッグリン エレン・ハンター | オーストラリア フェリシティ・ジョンソン ケイティ・パーカー | アメリカ合衆国 キャリッサ・ウィステル マッケンジー・ウードリング |
| 個人追抜 (LC 1–2/CP 4) 詳細            | イギリス サラ・ストーリー                        | アメリカ合衆国 ジェニファー・シューブル                    | 中国 董靜萍                                                      |
| 個人追抜 (LC 3–4/CP 3) 詳細            | アメリカ合衆国 バーバラ・バッケン                | ドイツ ナタリー・シマノフスキ                              | ニュージーランド ポーラ・テソリエロ                              |